# Німа Аркані-Хамед
Німа Аркані-Хамед (нар. 5 квітня 1972, Г'юстон, Техас) — канадський і американський фізик-теоретик, фахівець у галузях: фізика елементарних частинок, теорія струн, космологія. Професор Інституту перспективних досліджень в Прінстоні, член НАН США (2017).

## Ранні роки життя
Батьки Аркані-Хамеда, Джафарголі «Джафар» Аркані-Хамед і Хаміде Аласті — фізики з Ірану. Його батько, уродженець Тебріза, працював у програмі «Аполлон» на початку 1970-х років, був завідувачем кафедри фізики в Технологічному університеті Шаріфа в Тегерані, а пізніше викладав науки про Землю та планети в Університеті Макгілла в Монреалі. Аркані-Хамед народився в Х'юстоні і провів перші роки свого життя між Іраном і Сполученими Штатами. Він супроводжував свого батька в походах по Тегерану майже кожні вихідні.
Після Ісламської революції 1979 року сім'я Аркані-Хамеда вирішила повернутися до Ірану, оскільки новий іранський уряд пообіцяв свободу слова та можливості.  Однак Культурна революція, яка відбулася незабаром після революції 1979 року, призвела до того, що університети Ірану були примусово закриті.  Батько Аркані-Хамеда, Джафар, який на той час працював в Університеті Шаріфа в Тегерані, разом зі своїми колегами написав петицію, в якій засуджував закриття. Згодом батько Аркані-Хамеда та його колеги були внесені новим урядом до чорного списку; тих, кого спіймали, за словами батька Аркані-Хамеда, ув'язнили або повісили. Його батько, якому згодом довелося піти в підпілля, витратив усі свої заощадження, щоб вивезти себе та свою сім'ю з країни. Аркані-Хамед, якому на той час було 10 років, втік зі своєю сім'єю до Канади.

## Наукова кар'єра
Аркані-Хамед закінчив Університет Торонто з дипломом з відзнакою з математики та фізики в 1993 році та поїхав до Каліфорнійського університету в Берклі, щоб отримати аспірантуру, де він працював під керівництвом Лоуренса Холла . Більшість його дипломних робіт присвячені дослідженням суперсиметрії та фізика ароматів . Його доктор філософії дисертація мала назву «Суперсиметрія та ієрархії». Він закінчив докторську дисертацію. у 1997 році та закінчив аспірантуру в групі теорії SLAC у Стенфордському університеті . Протягом цього часу він працював із Савасом Дімопулосомі Гія Двалі для розробки парадигми великих додаткових вимірів .
У 1999 році він приєднався до факультету фізики Каліфорнійського університету в Берклі . Він взяв відпустку в Берклі, щоб відвідати Гарвардський університет на початку січня 2001 року, і залишився в Гарварді як професор з 2002 по 2008 рік.  З 2008 року він був професором у Школі природничих наук Інституту підвищення кваліфікації Навчання в Прінстоні, Нью-Джерсі.  У 2021 році він став першим Карлом П. Файнбергом, директором міждисциплінарної програми з інновацій в Інституті.

## Відзнаки та нагороди
У 2003 році отримав медаль Грибова Європейського фізичного товариства, а влітку 2005 року, перебуваючи в Гарварді, отримав нагороду Phi Beta Kappa за викладацьку майстерність. У 2008 році він отримав премію Реймонда і Беверлі Саклера, яка присуджується в Тель-Авівському університеті молодим вченим, які зробили видатний і фундаментальний внесок у фізичну науку. 2009 року його було обрано до Американської академії мистецтв і наук. У 2010 році він читав лекції Мессенджера в Корнельському університеті, а також був почесним професором Корнельського університету імені Е.Д Уайт був почесним професором Корнельського університету з 2013 по 2019 рр. У 2012 році він став першим лауреатом Премії з фундаментальної фізики, створеної фізиком та інтернет-підприємцем Юрієм Мільнером. Він був одним з шести фізиків, показаних у відзначеному нагородами документальному фільмі 2013 року «Лихоманка частинок», і був обраний до Національної академії наук у 2017 році. У 2021 році він був нагороджений премією Сакураї Американського фізичного товариства.

## Лекції
1. " Майбутнє фундаментальної фізики " — п'ять лекцій, прочитаних у Корнельському університеті 4–8 жовтня 2010 року в циклі лекцій Messenger .
2. П'ять лекцій " Вступ до амплітуд розсіювання ", прочитаних у Корнельському університеті 4–8 жовтня 2010 року, присвячені n=4 суперсиметричній теорії Янга–Мілса .
3. " Кінець простору-часу ", лекція, прочитана в SLAC National Accelerator Laboratory 19 червня 2018 року.